# Olympische Sommerspiele 1972/Gewichtheben
Bei den XX. Olympischen Spielen 1972 in München fanden neun Wettbewerbe im Gewichtheben ausgetragen. Austragungsort war die Gewichtheberhalle auf dem Messegelände Theresienhöhe. Die olympischen Wettbewerbe zählten gleichzeitig als Weltmeisterschaften für dieses Jahr. Auf dem Programm standen zwei Gewichtsklassen mehr als zuvor.

## Bilanz

### Medaillenspiegel
| Platz  | Land           | Gold | Silber | Bronze | Gesamt |
| ------ | -------------- | ---- | ------ | ------ | ------ |
| 1      | Bulgarien      | 3    | 3      | –      | 6      |
| 2      | Sowjetunion    | 3    | 1      | 1      | 5      |
| 3      | Ungarn         | 1    | 1      | 3      | 5      |
| 4      | Polen          | 1    | 1      | 1      | 3      |
| 5      | Norwegen       | 1    | –      | –      | 1      |
| 6      | BR Deutschland | –    | 1      | –      | 1      |
| 6      | Iran           | –    | 1      | –      | 1      |
| 6      | Libanon        | –    | 1      | –      | 1      |
| 9      | DDR            | –    | –      | 2      | 2      |
| 10     | Italien        | –    | –      | 1      | 1      |
| 10     | Schweden       | –    | –      | 1      | 1      |
| Gesamt | Gesamt         | 9    | 9      | 9      | 27     |

### Medaillengewinner
Männer
| Disziplin                      | Gold                      | Silber                     | Bronze                   |
| ------------------------------ | ------------------------- | -------------------------- | ------------------------ |
| Fliegengewicht bis 52 kg       | Zygmunt Smalcerz (POL)    | Lajos Szűcs (HUN)          | Sándor Holczreiter (HUN) |
| Bantamgewicht bis 56 kg        | Imre Földi (HUN)          | Mohammad Nassiri (IRI)     | Gennadi Tschetin (URS)   |
| Federgewicht bis 60 kg         | Norair Nurikjan (BUL)     | Dito Schanidse (URS)       | János Benedek (HUN)      |
| Leichtgewicht bis 67,5 kg      | Mucharbi Kirschinow (URS) | Mladen Kutschew (BUL)      | Zbigniew Kaczmarek (POL) |
| Mittelgewicht bis 75 kg        | Jordan Bikow (BUL)        | Mohamed Tarabulsi          | Anselmo Silvino (ITA)    |
| Halbschwergewicht bis 82,5 kg  | Leif Jensen (NOR)         | Norbert Ozimek (POL)       | György Horváth (HUN)     |
| Mittelschwergewicht bis 90 kg  | Andon Nikolow (BUL)       | Atanas Schopow (BUL)       | Hans Bettembourg (SWE)   |
| Schwergewicht bis 110 kg       | Jaan Talts (URS)          | Alexandar Krajtschew (BUL) | Stefan Grützner (GDR)    |
| Superschwergewicht über 110 kg | Wassili Alexejew (URS)    | Rudolf Mang (FRG)          | Gerd Bonk (GDR)          |

## Zeitplan
| Wettbewerbe         | Wettbewerbe | August / September | August / September | August / September | August / September | August / September | August / September | August / September | August / September | August / September | August / September | August / September |
| Wettbewerbe         | Wettbewerbe | 27.                | 28.                | 29.                | 30.                | 31.                | 01.                | 02.                | 03.                | 04.                | 05.                | 06.                |
| ------------------- | ----------- | ------------------ | ------------------ | ------------------ | ------------------ | ------------------ | ------------------ | ------------------ | ------------------ | ------------------ | ------------------ | ------------------ |
| Fliegengewicht      | bis 52 kg   |                    |                    |                    |                    |                    |                    |                    |                    |                    |                    |                    |
| Bantamgewicht       | bis 56 kg   |                    |                    |                    |                    |                    |                    |                    |                    |                    |                    |                    |
| Federgewicht        | bis 60 kg   |                    |                    |                    |                    |                    |                    |                    |                    |                    |                    |                    |
| Leichtgewicht       | bis 67,5 kg |                    |                    |                    |                    |                    |                    |                    |                    |                    |                    |                    |
| Mittelgewicht       | bis 75 kg   |                    |                    |                    |                    |                    |                    |                    |                    |                    |                    |                    |
| Halbschwergewicht   | bis 82,5 kg |                    |                    |                    |                    |                    |                    |                    |                    |                    |                    |                    |
| Mittelschwergewicht | bis 90 kg   |                    |                    |                    |                    |                    |                    |                    |                    |                    |                    |                    |
| Schwergewicht       | bis 110 kg  |                    |                    |                    |                    |                    |                    |                    |                    |                    |                    |                    |
| Superschwergewicht  | über 110 kg |                    |                    |                    |                    |                    |                    |                    |                    |                    |                    |                    |

|  | Finale |

## Ergebnisse

### Fliegengewicht (bis 52 kg)
| Platz | Land | Sportler           | Gesamt (kg) | Drücken (kg) | Reißen (kg) | Stoßen (kg) |
| ----- | ---- | ------------------ | ----------- | ------------ | ----------- | ----------- |
| 1     | POL  | Zygmunt Smalcerz   | 337,5       | 112,5        | 100,0       | 125,0       |
| 2     | HUN  | Lajos Szűcs        | 330,0       | 107,5        | 095,0       | 127,5       |
| 3     | HUN  | Sándor Holczreiter | 327,5       | 112,5        | 092,5       | 122,5       |
| 4     | JPN  | Tetsuhide Sasaki   | 322,5       | 105,0        | 097,5       | 120,0       |
| 5     | BIR  | Gyi Aung           | 320,0       | 095,0        | 105,0 (WR)  | 120,0       |
| 6     | PRK  | Pak Dong-geun      | 317,5       | 097,5        | 090,0       | 130,0       |
| 7     | THA  | Chaiya Sukchinda   | 312,5       | 100,0        | 092,5       | 120,0       |
| 8     | ROM  | Ion Hortopan       | 310,0       | 097,5        | 095,0       | 117,5       |
| 9     | INA  | Charles Depthios   | 310,0       | 095,0        | 090,0       | 125,0       |
| 10    | COL  | Lester Francel     | 302,5       | 100,0        | 085,0       | 117,5       |

Datum: 27. August 1972

17 Teilnehmer aus 13 Ländern
Charles Depthios stellte in einem zusätzlichen, nicht zur Wertung zählenden Versuch mit 132,5 kg einen neuen Weltrekord im Stoßen auf.

### Bantamgewicht (bis 56 kg)
| Platz | Land | Sportler          | Gesamt (kg) | Drücken (kg) | Reißen (kg) | Stoßen (kg) |
| ----- | ---- | ----------------- | ----------- | ------------ | ----------- | ----------- |
| 1     | HUN  | Imre Földi        | 377,5 (WR)  | 127,5        | 107,5       | 142,5       |
| 2     | IRN  | Mohammad Nassiri  | 370,0       | 127,5        | 100,0       | 142,5       |
| 3     | URS  | Gennadi Tschetin  | 367,5       | 120,0        | 107,5       | 140,0       |
| 4     | POL  | Henryk Trębicki   | 365,0       | 122,5        | 107,5       | 135,0       |
| 5     | BUL  | Atanas Kirow      | 362,5       | 117,5        | 105,0       | 140,0       |
| 6     | AUS  | George Vasiliades | 355,0       | 115,0        | 102,5       | 137,5       |
| 7     | JPN  | Hiroshi Ono       | 355,0       | 115,0        | 105,0       | 135,0       |
| 8     | BUL  | Georgi Todorow    | 350,0       | 110,0        | 100,0       | 140,0       |
| 9     | GBR  | Precious McKenzie | 342,5       | 115,0        | 097,5       | 130,0       |
| 10    | JPN  | Koji Miki         | 342,5       | 105,0        | 112,5       | 125,0       |

Datum: 28. August 1972

24 Teilnehmer aus 20 Ländern
Koji Miki stellte in einem zusätzlichen, nicht zur Wertung zählenden Versuch mit 114,0 kg einen neuen Weltrekord im Reißen auf.

### Federgewicht (bis 60 kg)
| Platz | Land | Sportler         | Gesamt (kg) | Drücken (kg) | Reißen (kg) | Stoßen (kg) |
| ----- | ---- | ---------------- | ----------- | ------------ | ----------- | ----------- |
| 1     | BUL  | Norair Nurikjan  | 402,5 (WR)  | 127,5        | 117,5       | 157,5 (WR)  |
| 2     | URS  | Dito Schanidse   | 400,0       | 127,5        | 120,0       | 152,5       |
| 3     | HUN  | János Benedek    | 390,0       | 125,0        | 120,0       | 145,0       |
| 4     | JPN  | Yoshinobu Miyake | 385,0       | 120,0        | 120,0       | 145,0       |
| 5     | AUT  | Kurt Pittner     | 382,5       | 125,0        | 112,5       | 145,0       |
| 6     | CUB  | Rolahdo Chang    | 377,5       | 120,0        | 115,0       | 142,5       |
| 7     | POL  | Mieczysław Nowak | 375,0       | 120,0        | 110,0       | 145,0       |
| 8     | ITA  | Peppino Tanti    | 367,5       | 120,0        | 107,5       | 140,0       |
| 9     | ALB  | Ymer Pampuri     | 342,5       | 127,5 (OR)   | 090,0       | 125,0       |
| 10    | ROC  | Chen Kue-sen     | 327,5       | 110,0        | 092,5       | 125,0       |

Datum: 29. August 1972

13 Teilnehmer aus 11 Ländern

### Leichtgewicht (bis 67,5 kg)
| Platz | Land | Sportler             | Gesamt (kg) | Drücken (kg) | Reißen (kg) | Stoßen (kg) |
| ----- | ---- | -------------------- | ----------- | ------------ | ----------- | ----------- |
| 1     | URS  | Mucharbi Kirschinow  | 460,0 (WR)  | 147,5        | 135,0       | 177,5 (WR)  |
| 2     | BUL  | Mladen Kutschew      | 450,0       | 157,5 (WR)   | 125,0       | 167,5       |
| 3     | POL  | Zbigniew Kaczmarek   | 437,5       | 145,0        | 125,0       | 167,5       |
| 4     | POL  | Waldemar Baszanowski | 435,0       | 142,5        | 130,0       | 162,5       |
| 5     | IRN  | Nasrollah Dehnavi    | 435,0       | 150,0        | 125,0       | 160,0       |
| 6     | HUN  | Jenő Ambrózi         | 427,5       | 142,5        | 120,0       | 165,0       |
| 7     | KOR  | Won Sin-hui          | 427,5       | 132,5        | 130,0       | 165,0       |
| 8     | JPN  | Masao Katō           | 425,0       | 140,0        | 120,0       | 165,0       |
| 9     | USA  | Daniel Cantore       | 420,0       | 140,0        | 117,5       | 162,5       |
| 10    | JPN  | Yusaku Ono           | 417,5       | 135,0        | 125,0       | 157,5       |
| 10    | JPN  | Yusaku Ono           | 417,5       | 135,0        | 125,0       | 157,5       |
| 11    | GDR  | Wolfgang Faber       | 405,0       | 137,5        | 115,0       | 152,5       |
| 12    | FRG  | Werner Schraut       | 402,5       | 127,5        | 125,0       | 150,0       |
|       |      |                      |             |              |             |             |
|       | AUT  | Walter Legel         | DSQ         |              |             |             |

Datum: 30. August 1972

22 Teilnehmer aus 18 Ländern

### Mittelgewicht (bis 75 kg)
| Platz | Land | Sportler          | Gesamt (kg) | Drücken (kg) | Reißen (kg) | Stoßen (kg) |
| ----- | ---- | ----------------- | ----------- | ------------ | ----------- | ----------- |
| 1     | BUL  | Jordan Bikow      | 485,0 (WR)  | 160,0        | 140,0       | 185,0       |
| 2     | LIB  | Mohamed Tarabulsi | 472,5       | 160,0        | 140,0       | 172,5       |
| 3     | ITA  | Anselmo Silvino   | 470,0       | 155,0        | 140,0       | 175,0       |
| 4     | TCH  | Ondrej Hekel      | 462,5       | 150,0        | 142,5       | 170,0       |
| 5     | GDR  | Frank Zielecke    | 460,0       | 150,0        | 140,0       | 170,0       |
| 6     | HUN  | Gábor Szarvas     | 460,0       | 150,0        | 135,0       | 175,0       |
| 7     | HUN  | András Stark      | 460,0       | 152,5        | 137,5       | 170,0       |
| 8     | USA  | Russell Knipp     | 457,5       | 160,0        | 127,5       | 170,0       |
| 9     | USA  | Russell Knipp     | 457,5       | 147,5        | 135,0       | 175,0       |
| 10    | ITA  | Salvatore Laudani | 440,0       | 155,0        | 120,0       | 165,0       |
|       |      |                   |             |              |             |             |
|       | GDR  | Werner Dittrich   | DNF         |              |             |             |
|       | FRG  | Uwe Kliche        | DNF         |              |             |             |
|       | AUT  | Leopold Pichler   | DNF         |              |             |             |

Datum: 31. August 1972

26 Teilnehmer aus 22 Ländern

### Halbschwergewicht (bis 82,5 kg)
| Platz | Land | Sportler           | Gesamt (kg) | Drücken (kg) | Reißen (kg) | Stoßen (kg) |
| ----- | ---- | ------------------ | ----------- | ------------ | ----------- | ----------- |
| 1     | NOR  | Leif Jensen        | 507,5 (OR)  | 172,5        | 150,0       | 185,0       |
| 2     | POL  | Norbert Ozimek     | 497,5       | 165,0        | 145,0       | 187,5       |
| 3     | HUN  | György Horváth     | 495,0       | 160,0        | 142,5       | 192,5       |
| 4     | GDR  | Bernhard Radtke    | 492,5       | 162,5        | 145,0       | 185,0       |
| 5     | GRE  | Christos Iakovou   | 490,0       | 170,0        | 137,5       | 182,5       |
| 6     | FIN  | Kaarlo Kangasniemi | 480,0       | 150,0        | 145,0       | 185,0       |
| 7     | FRG  | Rolf Milser        | 477,5       | 165,0        | 132,5       | 180,0       |
| 8     | FIN  | Juhani Avellan     | 467,5       | 140,0        | 145,0       | 182,5       |
| 9     | ITA  | Dino Turcato       | 455,0       | 160,0        | 125,0       | 170,0       |
| 10    | AUT  | Reinhold Platzer   | 442,5       | 145,0        | 130,0       | 167,5       |
|       |      |                    |             |              |             |             |
|       | SUI  | Walter Hauser      | DNF         |              |             |             |

Datum: 2. September 1972

24 Teilnehmer aus 21 Ländern

### Mittelschwergewicht (bis 90 kg)
| Platz | Land | Sportler           | Gesamt (kg) | Drücken (kg) | Reißen (kg) | Stoßen (kg) |
| ----- | ---- | ------------------ | ----------- | ------------ | ----------- | ----------- |
| 1     | BUL  | Andon Nikolow      | 525,0 (OR)  | 180,0        | 155,0       | 190,0       |
| 2     | BUL  | Atanas Schopow     | 517,5       | 180,0        | 145,0       | 192,5       |
| 3     | SWE  | Hans Bettembourg   | 512,5       | 182,5        | 145,0       | 185,0       |
| 4     | USA  | Phil Grippaldi     | 505,0       | 170,0        | 140,0       | 195,0       |
| 5     | USA  | Rick Holbrook      | 505,0       | 162,5        | 145,0       | 197,5       |
| 6     | AUS  | Nicolo Ciancio     | 505,0       | 170,0        | 145,0       | 190,0       |
| 7     | CUB  | Juan Ramón Curbelo | 495,0       | 172,5        | 140,0       | 182,5       |
| 8     | FIN  | Jaakko Kailajärvi  | 487,5       | 150,0        | 150,0       | 187,5       |
| 9     | FRG  | Dietrich Leh       | 487,5       | 170,0        | 140,0       | 177,5       |
| 10    | FRA  | Pierre Gourrier    | 472,5       | 145,0        | 147,5       | 180,0       |
|       |      |                    |             |              |             |             |
| 14    | AUT  | Pierre Gourrier    | 455,0       | 152,5        | 130,0       | 172,5       |

Datum: 3. September 1972

23 Teilnehmer aus 19 Ländern

### Schwergewicht (bis 110 kg)
| Platz | Land | Sportler             | Gesamt (kg) | Drücken (kg) | Reißen (kg) | Stoßen (kg) |
| ----- | ---- | -------------------- | ----------- | ------------ | ----------- | ----------- |
| 1     | URS  | Jaan Talts           | 580,0 (OR)  | 210,0        | 165,0       | 205,0       |
| 2     | BUL  | Alexandar Krajtschew | 562,5       | 197,5        | 162,5       | 202,5       |
| 3     | GDR  | Stefan Grützner      | 555,0       | 185,0        | 162,5       | 207,5       |
| 4     | GDR  | Helmut Losch         | 547,5       | 190,0        | 152,5       | 205,0       |
| 5     | ITA  | Roberto Vezzani      | 545,0       | 192,5        | 147,5       | 205,0       |
| 6     | HUN  | János Hanzlik        | 542,5       | 190,0        | 157,5       | 195,0       |
| 7     | FIN  | Kauko Kangasniemi    | 537,5       | 175,0        | 165,0       | 197,5       |
| 8     | FRG  | Rainer Dörrzapf      | 522,5       | 170,0        | 165,0       | 187,5       |
| 9     | TCH  | Rudolf Strejček      | 522,5       | 177,5        | 150,0       | 195,0       |
| 10    | USA  | Frank Capsouras      | 520,0       | 170,0        | 150,0       | 200,0       |

Datum: 4. September 1972

26 Teilnehmer aus 19 Ländern

### Superschwergewicht (über 110 kg)
| Platz | Land | Sportler           | Gesamt (kg) | Drücken (kg) | Reißen (kg) | Stoßen (kg) |
| ----- | ---- | ------------------ | ----------- | ------------ | ----------- | ----------- |
| 1     | URS  | Wassili Alexejew   | 640,0       | 235,0        | 175,0       | 230,0       |
| 2     | FRG  | Rudolf Mang        | 610,0       | 225,0        | 170,0       | 215,0       |
| 3     | GDR  | Gerd Bonk          | 572,5       | 200,0        | 155,0       | 217,5       |
| 4     | FIN  | Jouko Leppä        | 572,5       | 205,0        | 157,5       | 210,0       |
| 5     | GDR  | Manfred Rieger     | 557,5       | 190,0        | 162,5       | 205,0       |
| 6     | TCH  | Petr Pavlásek      | 557,5       | 192,5        | 165,0       | 200,0       |
| 7     | FIN  | Kalevi Lahdenranta | 555,0       | 190,0        | 165,0       | 200,0       |
| 8     | CUB  | Fernando Bernal    | 545,0       | 190,0        | 147,5       | 207,5       |
| 9     | SWE  | Ove Johansson      | 545,0       | 200,0        | 145,0       | 200,0       |
| 10    | GBR  | Terry Perdue       | 512,5       | 175,0        | 135,0       | 180,0       |

Datum: 6. September 1972

13 Teilnehmer aus 11 Ländern

## Doping
Der Iraner Arjomand Mohamed Nasehi (Fliegengewicht) und der Österreicher Walter Legel (Leichtgewicht) wurden wegen Dopings disqualifiziert.